# كسوف الشمس 14 أكتوبر 2042
سيحدث كسوف حلقي للشمس يوم الثلاثاء 14 أكتوبر 2042. يحدث كسوف الشمس عندما يمر القمر بين الأرض والشمس ، وبالتالي يحجب صورة الشمس كليًا أو جزئيًا عن مشاهد على الأرض. يحدث الكسوف الحلقي للشمس عندما يكون القطر الظاهري للقمر أصغر من قطر الشمس ، مما يحجب معظم ضوء الشمس ويتسبب في أن تبدو الشمس وكأنها حلقة. يظهر الخسوف الحلقي على شكل كسوف جزئي فوق منطقة من الأرض يبلغ عرضها آلاف الكيلومترات.
سيكون هذا الكسوف هو ثاني كسوف يعبر جنوب شرق آسيا في عام 2042 بعد الكسوف الكلي للشمس في 20 أبريل 2042 .

## الصور
مسار متحرك

## الخسوفات ذات الصلة

### كسوف الشمس 2040-2043
هذا الكسوف هو جزء من سلسلة كسوف الشمس 2040 – 2043. يتكرر الكسوف في كل 177 يومًا تقريبًا و 4 ساعات في العقد المتناوبة من مدار القمر.
| مجموعات سلسلة كسوف الشمس من 2040 إلى 2043 | مجموعات سلسلة كسوف الشمس من 2040 إلى 2043 | مجموعات سلسلة كسوف الشمس من 2040 إلى 2043 | مجموعات سلسلة كسوف الشمس من 2040 إلى 2043 | مجموعات سلسلة كسوف الشمس من 2040 إلى 2043 |
| ----------------------------------------- | ----------------------------------------- | ----------------------------------------- | ----------------------------------------- | ----------------------------------------- |
| عقدة تصاعدية                              | عقدة تصاعدية                              |                                           | عقدة تنازلية                              | عقدة تنازلية                              |
| 119                                       | مايو 11, 2040 جزئي                        | 124                                       | نوفمبر 4, 2040 حلقي                       |                                           |
| 129                                       | أبريل 30, 2041 كلي                        | 134                                       | أكتوبر 25, 2041 حلقي                      |                                           |
| 139                                       | أبريل 20, 2042 كلي                        | 144                                       | أكتوبر 14, 2042 حلقي                      |                                           |
| 149                                       | أبريل 9, 2043 كلي (غير مركزي)             | 154                                       | أكتوبر 3, 2043 حلقي (غير مركزي)           |                                           |

### ساروس 144
وهي جزء من دورة ساروس 144 ، تتكرر كل 18 سنة ، 11 يومًا ، وتحتوي على 70 حدثًا.
- بدأت السلسلة بكسوف جزئي للشمس في 11 أبريل 1736.
- يحتوي على كسوف حلقي من 7 يوليو 1880 حتى 27 أغسطس 2565.
- لا توجد كسوفات كاملة في هذه السلسلة.
- تنتهي السلسلة في العضو 70 ككسوف جزئي في 5 مايو 2980.

ستكون أطول مدة للحلقات 9 دقائق و 52 ثانية في 29 ديسمبر 2168.
| تحدث أعضاء السلسلة 11-21 بين عامي 1901 و 2100: | تحدث أعضاء السلسلة 11-21 بين عامي 1901 و 2100: | تحدث أعضاء السلسلة 11-21 بين عامي 1901 و 2100: |
| 11                                             | 12                                             | 13                                             |
| ---------------------------------------------- | ---------------------------------------------- | ---------------------------------------------- |
| </img> </br> 30 يوليو 1916                     | </img> </br> 10 أغسطس 1934                     | </img> </br> 20 أغسطس 1952                     |
| 14                                             | 15                                             | 16                                             |
| </img> </br> 31 أغسطس 1970                     | </img> </br> 11 سبتمبر 1988                    | </img> </br> 22 سبتمبر 2006                    |
| 17                                             | 18                                             | 19                                             |
| </img> </br> 2 أكتوبر 2024                     | </img> </br> 14 أكتوبر 2042                    | </img> </br> 24 أكتوبر 2060                    |
| 20                                             | 21                                             |                                                |
| </img> </br> 4 نوفمبر 2078                     | </img> </br> 15 نوفمبر 2096                    |                                                |

### سلسلة اينكس
هذا الكسوف هو جزء من دورة اينكس طويلة الأمد ، يتكرر عند العقد المتناوبة ، كل 358 شهرًا سينوديًا (≈ 10571.95 يومًا ، أو 29 عامًا ناقص 20 يومًا).
مظهرها وخط طولها غير منتظمين بسبب عدم التزامن مع الشهر غير الطبيعي (فترة الحضيض). ومع ذلك ، فإن مجموعات 3 دورات اينكس (87 سنة ناقص شهرين) تقترب (≈ 1،151.02 شهرًا غير طبيعي) ، لذا فإن الكسوف متشابه في هذه المجموعات.
| أعضاء سلسلة Inex بين عامي 1901 و 2100:       | أعضاء سلسلة Inex بين عامي 1901 و 2100:        | أعضاء سلسلة Inex بين عامي 1901 و 2100:        |
| -------------------------------------------- | --------------------------------------------- | --------------------------------------------- |
| </img> </br>3 يناير 1927 </br> (ساروس 140)   | </img> </br> 14 ديسمبر 1955 </br> (ساروس 141) | </img> </br> 22 نوفمبر 1984 </br> (ساروس 142) |
| </img> </br> 3 نوفمبر 2013 </br> (ساروس 143) | </img> </br> 14 أكتوبر 2042 </br> (ساروس 144) | </img> </br> 23 سبتمبر 2071 </br> (ساروس 145) |
| </img> </br> 4 سبتمبر 2100 </br> (ساروس 146) |                                               |                                               |

### سلسلة ميتونيك
تتكرر السلسلة ميتونيك كل 19 عامًا (6939.69 يومًا) ، وتستمر حوالي 5 دورات. يحدث الكسوف في نفس تاريخ التقويم تقريبًا. بالإضافة إلى ذلك ، تتكرر سلسلة أكتون الفرعية 1/5 من ذلك أو كل 3.8 سنوات (1387.94 يومًا). تحدث جميع الكسوفات في هذا الجدول عند العقدة الصاعدة للقمر.
| سلسلة أوكتن مع 21 حدثًا بين 21 مايو 1993 و 2 أغسطس 2065 | سلسلة أوكتن مع 21 حدثًا بين 21 مايو 1993 و 2 أغسطس 2065 | سلسلة أوكتن مع 21 حدثًا بين 21 مايو 1993 و 2 أغسطس 2065 | سلسلة أوكتن مع 21 حدثًا بين 21 مايو 1993 و 2 أغسطس 2065 | سلسلة أوكتن مع 21 حدثًا بين 21 مايو 1993 و 2 أغسطس 2065 |
| مايو 20–21                                             | مارس 8–9                                               | ديسمبر 25–26                                           | أكتوبر 13–14                                           | أغسطس 1–2                                              |
| 98                                                     | 100                                                    | 102                                                    | 104                                                    | 106                                                    |
| ------------------------------------------------------ | ------------------------------------------------------ | ------------------------------------------------------ | ------------------------------------------------------ | ------------------------------------------------------ |
| مايو 21, 1955                                          | مارس 9, 1959                                           | ديسمبر 26, 1962                                        | أكتوبر 14, 1966                                        | أغسطس 2, 1970                                          |
| 108                                                    | 110                                                    | 112                                                    | 114                                                    | 116                                                    |
| مايو 21, 1974                                          | مارس 9, 1978                                           | ديسمبر 26, 1981                                        | أكتوبر 14, 1985                                        | أغسطس 1, 1989                                          |
| 118                                                    | 120                                                    | 122                                                    | 124                                                    | 126                                                    |
| مايو 21, 1993 [الإنجليزية]                             | مارس 9, 1997 [الإنجليزية]                              | ديسمبر 25, 2000 [الإنجليزية]                           | أكتوبر 14, 2004                                        | أغسطس 1, 2008                                          |
| 128                                                    | 130                                                    | 132                                                    | 134                                                    | 136                                                    |
| مايو 20, 2012                                          | مارس 9, 2016                                           | ديسمبر 26, 2019                                        | أكتوبر 14, 2023                                        | أغسطس 2, 2027                                          |
| 138                                                    | 140                                                    | 142                                                    | 144                                                    | 146                                                    |
| مايو 21, 2031                                          | مارس 9, 2035                                           | ديسمبر 26, 2038                                        | أكتوبر 14, 2042                                        | أغسطس 2, 2046                                          |
| 148                                                    | 150                                                    | 152                                                    | 154                                                    | 156                                                    |
| مايو 20, 2050 [الإنجليزية]                             | مارس 9, 2054 [الإنجليزية]                              | ديسمبر 26, 2057 [الإنجليزية]                           | أكتوبر 13, 2061 [الإنجليزية]                           | أغسطس 2, 2065 [الإنجليزية]                             |
| 158                                                    | 160                                                    | 162                                                    | 164                                                    | 166                                                    |
| مايو 20, 2069 [الإنجليزية]                             | مارس 8, 2073                                           | ديسمبر 26, 2076                                        | أكتوبر 13, 2080                                        | أغسطس 1, 2084                                          |

## روابط خارجية
- http://eclipse.gsfc.nasa.gov/SEplot/SEplot2001/SE2045Aug12T. GIF
- www.solar-eclipse.de - متوسط التغطية السحابية والمدن على طول مسار الكسوف
- http://eclipse.gsfc.nasa.gov/SEplot/SEplot2001/SE2042Oct14A. GIF